# オルゴール

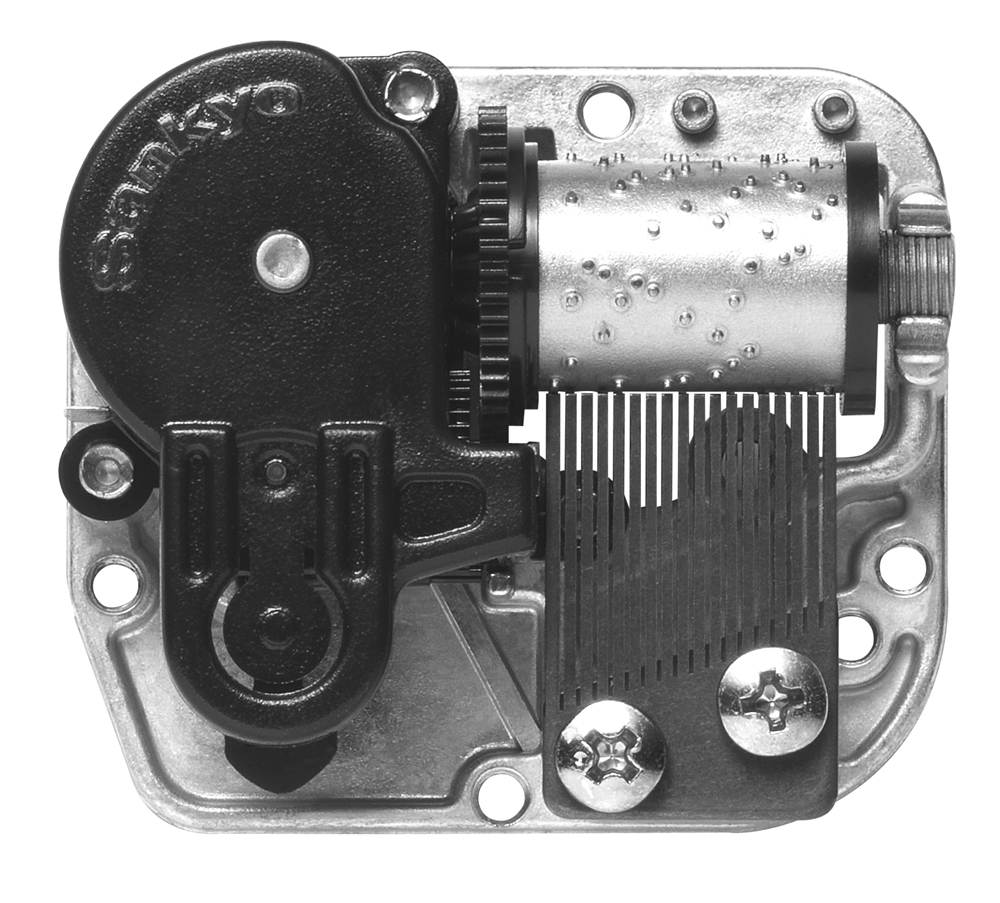
櫛の歯が18本のシリンダー・ムーブメント 写真提供：日本電産サンキョー商事株式会社

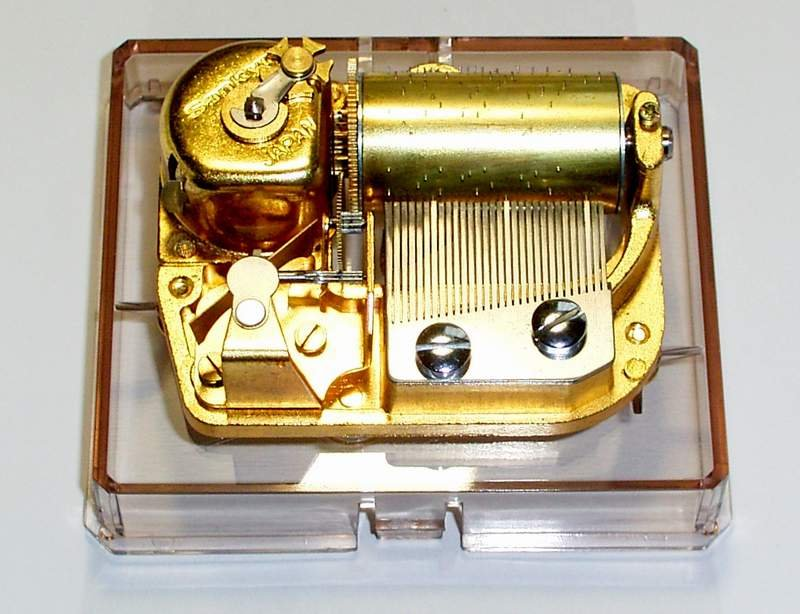
30本の櫛歯を持つシリンダー・ムーブメント

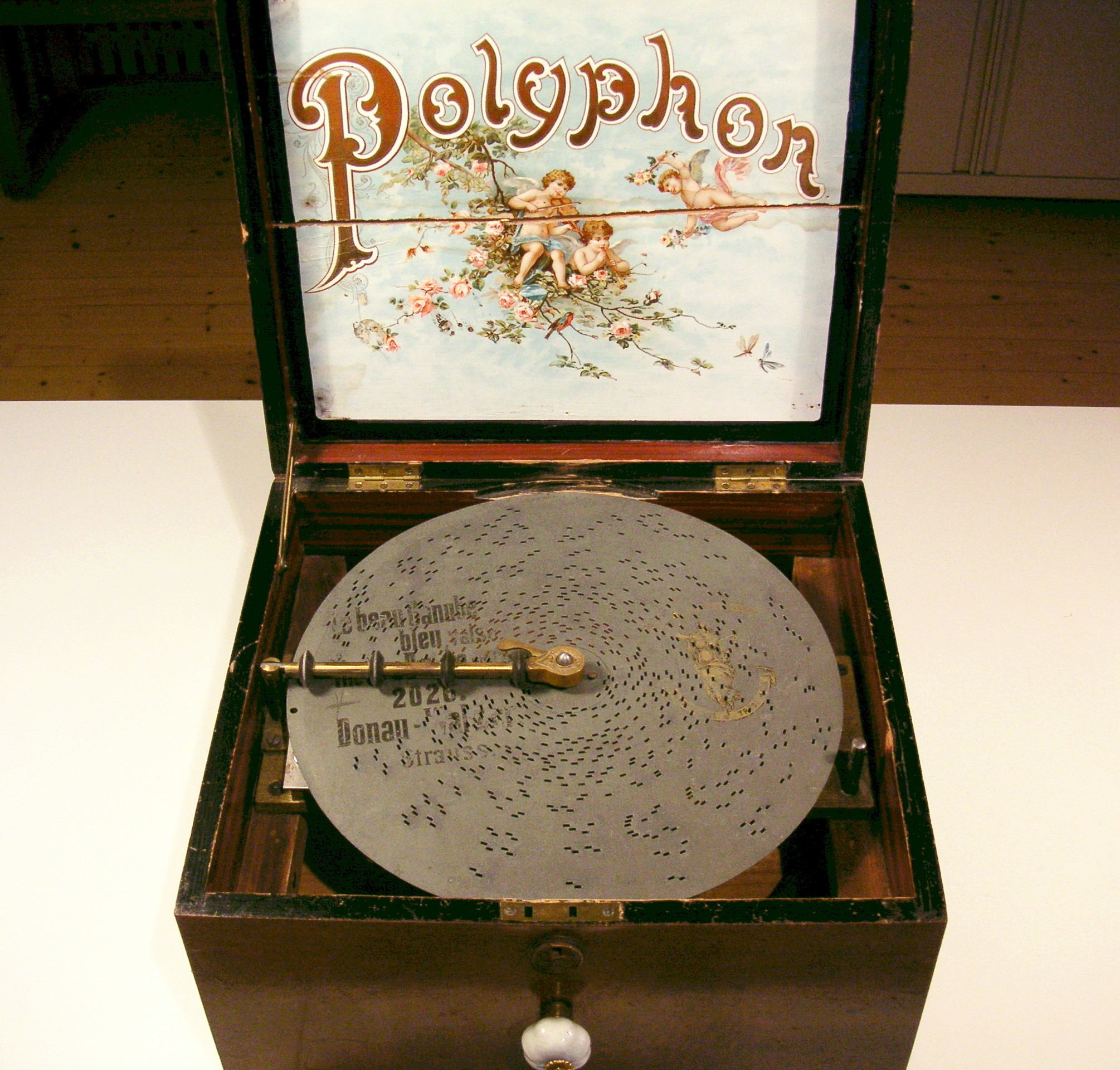
ディスク・オルゴール

オルゴールは、機械仕掛けにより自動的に楽曲を演奏する楽器の一つ。名称はオランダ語由来の和製外来語で、自鳴琴（じめいきん）とも呼ばれた。

## 概要
オルゴールは大きく分けて、以下の3種類がある。
- シリンダーオルゴール - 円筒形のシリンダーを回転させることでシリンダーに打ち込まれた針が櫛歯を弾いて曲を奏でる[1]。
- ディスクオルゴール - ディスクを回転させ、裏面にある突起がスターホイール（爪車）を回し、スターホイールの爪が櫛歯を弾いて曲を奏でる[1]。
- カード式オルゴール - パンチカードを差し入れて、取っ手を回すことでメロディーが奏でられる。カードを変えることで演奏する曲を変えられる[1]。ドイツで作られた「リベリオン（libellion）」、日本で作られた「オルガニート」がある[1]。

この他、オルゴールをユニット化して交換可能にしたオーパスオルゴールがある。
最もスタンダードなものはシリンダーオルゴールであり、ぜんまいを利用したシリンダーオルゴールは比較的安価で動力源も単純、小型化も容易であるため、ぬいぐるみなどの贈答品に応用して使われることもある。
金属製の櫛に加えて小さなドラムやベル、カスタネットやリード・オルガンなどを内蔵しているものもある。

## 名称
「オルゴール」は日本独自の呼び名である。
語源はオランダ語の「orgel」であり、これはオルガン類を指す語であった。江戸時代初期に日本に自動オルガンが伝わってきた際に「orgel」をオランダ語で「オルヘル」と呼んだ。江戸末期に「オルゴール」が日本に伝わってきた際に、同じ「orgel」と勘違いされたことから、日本では訛って「オルゴール」と呼ばれるようになった。
なお、「orgel」がオルガン類を指すのは、オランダ語に限らず、ドイツ語、デンマーク語、ノルウェー語、スロベニア語などでもの同じである。さらには、オランダ語以外は「オルゲル」に近い発音に聞こえることもあって、「オルゴール」の語源はオランダ語ではなく、ドイツ語ではないかという説を唱える人もいる。しかしながら、江戸時代は鎖国中であり、長崎の出島にあったオランダ商館の記録には、ストリートオルガンやオルゴールが日本に持ち込まれた記録も残っている。
日本語の漢字表記では「自鳴琴」と書かれる。「風琴」はオルガンを意味し、手に持ったオルガンである「アコーディオン」は「手風琴」と表記する。自動で鳴る楽器ということで「自鳴琴」という意味である。
英語では「music box」と呼ばれる。

## 歴史
オルゴールの原型となった楽器は、ヨーロッパで教会などに設置されていたカリヨンであるとされる。カリヨンは音の異なる大きな鐘をいくつも組み合わせたものであり、大きな鐘と連動した棒を並べ、鍵盤のように音階に合わせて操作するというバトン式カリヨンに進化した。さらには突起のあるドラムを回して鐘を鳴らす自動演奏機構を持つように進化した、これがオルゴールの原型とされる。

### シリンダーオルゴール
1796年にスイスの時計職人アントワーヌ・ファーブル（Antoine Faver）は懐中時計で複雑な音楽を鳴らすための小型音楽再生機器を発明した。ピン打ちした金属製シリンダーをゼンマイの力で回転させ、ピンが調律された細い金属の歯を弾いて演奏するものであった。この発明が世界初のオルゴールだとされる。ファーブルの発明以前にも鐘などを用いて音楽を再生する機構はあったが、ファーブルの発明には、将来的にはより小さくできるという利点があった。ファーブルの発明では、音を鳴らす「細い金属の歯」は、改良されてまとめられるようになり、最終的には櫛歯の金属板となった。シリンダーオルゴールの誕生である。
初期のシリンダーオルゴールは、時計、印鑑入れ、煙草入れなどに組み込まれていたが、次第に音楽の再生機器として独立したものが作られるようになり、1820年頃までには、音楽を演奏することを目的とした箱型のシリンダーオルゴールが生まれている。その後、シリンダーオルゴールは歯や櫛歯の数を増やして音質を向上させる、ピンの打つ列を増やして何回転も演奏できるようにする、シリンダーを交換して異なる曲の演奏を行えるようといった様々な工夫や改良が加えられていった。シリンダーオルゴールの音質や演奏時間も向上を続け、19世紀後期にシリンダーオルゴールの製造技術は頂点に達したとされる。

### ディスクオルゴール
シリンダーオルゴールは美しい音色と複雑な演奏技法を奏でられるようになり、ハードウェアとして高い水準にあったが、演奏できる曲の数というソフトウェアには欠点があった。シリンダーを交換して演奏曲を変更できるオルゴールも製造されていたが、シリンダーの製造には手間とコストがかかるという問題があった。中には200曲（200本）の交換用シリンダーがある機種も存在していたが、非常に高価であったため普及したとは言えず、通常は数十曲程度が限度であった。
1885年にドイツのオルゴール職人パウロ・ロッホマンが、シリンダーに替えて金属ディスクを用いたディスクオルゴールの実用化に成功する。ディスク型はプレス機を用いることで安価に量産できたため、取り扱える曲の数も大幅に増えた。最も普及した機種では、1000曲のディスクがあったといわれている。また、ディスクオルゴールは、突起と櫛歯の歯とを仲介する部品、スターホイール（爪車）を採用したことで、シリンダー型よりも迫力ある音色が出せるようになった。
演奏できる曲数が多く、音量も大きいディスクオルゴールは大型化したものが製造されるようになり、家庭用にとどまらず、店舗でも活用されるようになった。ディスクを工業的に量産できるように安価になったとはいえ、大型ディスクオルゴールは庶民が購入できる価格帯ではなかったため、店舗に置かれ、後のジュークボックスのように集客用として用いられた。
オルゴールの主要な生産地も、時計職人たちのいるスイスから工業化の進んだドイツやアメリカ合衆国に移ってきており、オルゴールは職人が作るものではなく、工場で作るものとなっていた。多くの製造メーカーが立ち上がり、競争の中で音色も向上していった。
こうして、ディスクオルゴールはアメリカやヨーロッパで広く普及し、進化を極め、音楽再生機器としてのオルゴールは最盛期を迎え、20世紀初期まで続いた。

### 衰退
19世紀後半、蓄音機が発明され、1890年代になって普及し始める。また、20世紀になるとラジオ放送も始まり、娯楽音楽放送 NOFの放送が始まる。
ラジオ、映画、（オルゴール以外の）自動演奏楽器などが発達し、どこでも音楽が楽しめる時代になっていった。特に蓄音器の普及は急速に行われ、ディスクオルゴールは急速に衰退した。
1920年までにはシンフォニオン（Symphonion）、ポリフォン（Polyphon）、Reginaといった大手ディスクオルゴールメーカーが廃業、もしくはディスクオルゴール製造を止めた。ディスクオルゴールはほとんど作られなくなり、音楽再生機器としてのシェア争いからは脱落することになる。
スイスなどのオルゴールメーカーは細々と生産を続けていたものの、オルゴール産業は絶滅寸前の状態となった。

### 復興
第二次大戦後に、ヨーロッパに駐屯した兵士たちが故郷への土産物として、安価なシリンダーオルゴールを求めるようになり、親しい人へのプレゼントとしてシリンダーオルゴールは人気を回復していった。また、贈り物としてオルゴールを贈る文化が全世界的に広まったことでシリンダーオルゴールの需要は一気に拡大した。
大型の高級品としてではなく、安価で小さいシリンダーオルゴールを大量生産するようになったことで、庶民でも手軽にオルゴールを入手できるようになった。この時代のシリンダーオルゴールの主な生産地はスイスであったが、やがて安価で（値段の割には）品質の良いオルゴールを量産したことで日本製シリンダーオルゴールはシェアを伸ばし、ついにはスイスを抜くことになる。
1946年創業の三協精機（現・ニデックインスツルメンツ）はオルゴール業界を牽引しており、1991年時点では世界シェア8割から9割を占め、1億台近いとも1億台以上ともいわれる生産数であった。ディスクオルゴールの時代に、アメリカで9割のシェアをもっていたレジーナ（Regina）が30年間で10万台程度を生産したことと比べると、この生産数が特異なものかも判る。
低価格のシリンダーオルゴールが普及するに伴い、高価格帯のオルゴール需要も見直され、高級オルゴールの市場も再び形成され、スイスの高級シリンダーオルゴールメーカー・リュージュが独壇場として市場に君臨することになるが、三協精機も高級ブランドを作り、低価格帯とリュージュとの間の価格帯に入り込んでいる。

### 21世紀
日本においては20世紀末のバブル景気が終焉したころから、オルゴール需要も陰りだし、世界的景気の低迷も合わせて、オルゴールの需要はかつての半分以下になったといわれている。原材料費が高騰などもあり、他の業界同様にオルゴール業界にも厳しい状態が続いている。
三協精機も日本電産の子会社・日本電産サンキョー（現・ニデックインスツルメンツ）となった。世界的にはスイスのリュージュ、中華人民共和国のユンシェン、アメリカのポーターなどがオルゴールの生産を行っている。ユンシェンは新興企業であるが、低価格帯製品を出しており、サンキョーとのシェア争いが起きている。
日本では、通信販売でのオルゴール販売が行われるようになり、購入の際に曲を選べるという文化が根付いた。
また、オルゴールの音色が持つとされる癒し効果（超高周波音の効果）に注目が集まりっている。

## 構造
- シリンダー・オルゴールの円筒は金属でできている。ディスク・オルゴールの円盤も同様に金属製である。他の全ての部品は金属の基盤（ベッド・プレート）上に固定されている。
- 動力源であるぜんまいを巻くため、巻上げクランクや巻き戻りを防ぐ歯止め装置がある。
- ぜんまい（長時間の動作をさせるため、複数を使用することがある）、または電動モーターを用いて、数分から長いものでは1時間以上も演奏する。
- ぜんまい式の場合、羽根車などを使った調速機で回転を調整する。
- 音源である櫛（コーム）は異なる長さの何十から何百もの金属製の歯状に切られ、歯（ティース）は音階に合わせて調律されている。
- シリンダやディスクには譜面に合わせて音楽が記録されている。シリンダー上にはピンが植えられ、ピンが歯を弾いて音を出す。ディスク・オルゴールの円盤には突起または穴があり、スター・ホィールと呼ばれる歯車を介して櫛の歯を弾く。

## 主なオルゴール博物館
- 小樽オルゴール堂 - 1967年店舗開業
- オルゴール博物館 ホール・オブ・ホールズ - 1986年開館
- 那須オルゴール美術館 - 1992年開館
- 堀江オルゴール博物館 - 1993年開館
- ROKKO森の音ミュージアム（旧称「ホール・オブ・ホールズ六甲」） - 1994年開館
- 京都嵐山オルゴール博物館 - 1994年開館
- 現代玩具博物館・オルゴール夢館 - 1995年開館
- 河口湖 音楽と森の美術館 - 1999年開館
- 浜名湖オルゴールミュージアム - 1999年開館
- ミタカ・オルゴール館 - 2014年開館
- ザ・ミュージアムMATSUSHIMA（旧称「ベルギーオルゲールミュージアム」） - 2011年4月閉館、2016年9月名称変更し再開。
- 富良野オルゴール堂
- ニデック オルゴール記念館「すわのね」（旧「諏訪湖オルゴール博物館 奏鳴館」）

### 閉館した施設
- オルゴールの小さな博物館 - 2013年閉館
- 伊豆オルゴール館（伊豆高原） - 2023年閉館